# Отношения Грузии и Сент-Винсента и Гренадин
Отношения Грузии и Сент-Винсента и Гренадин — двусторонние дипломатические отношения между Грузией и Сент-Винсентом и Гренадинами. Отношения были установлены 22 июня 2010 года.

## История отношений
Отношения между странами были установлены 22 июня 2010 года в попытке правительства Грузии установить своё влияние в регионе Центральной Америки, чтобы противостоять влиянию России.
Установление отношений произошло менее чем через год после того, как премьер-министр сепаратистской Абхазии Максим Гвинджия посетил Южную Америку и выразил надежду на признание независимости Абхазии от Грузии рядом стран, включая Сент-Винсент и Гренадины. Однако правительство Кингстауна последовательно поддерживало территориальную целостность Грузии, что нашло отражение во время встреч министра иностранных дел Грузии Майи Панджикидзе со своим коллегой из Сент-Винсента в 2014 году и премьер-министра Грузии Георгия Квирикашвили с премьер-министром Сент-Винсента и Гренадин Ральфом Гонсалвесом в 2015 году в Нью-Йорке.
В 2018 году Постоянный представитель Сент-Винсента и Гренадин при ООН посетил Грузию для изучения ситуации с правами человека среди внутренне перемещённых лиц из Абхазии и Южной Осетии. Кингстаун проголосовал за инициированную Грузией резолюцию ООН, призывающую к возвращению этих ВПЛ в их дома в сепаратистских регионах с 2011 года.
В 2015 году, через год после отмены Тбилиси безвизового режима для иностранных туристов, парламент Грузии проголосовал за восстановление безвизового режима с Сент-Винсентом и Гренадинами.

## Дипломатическая миссия
- У Грузии есть аккредитированное посольство в Мехико[6], Мексика
- У Сент-Винсента и Гренадин нет дипломатической миссии, аккредитованной в Грузии